# Aleš Sila
Aleš Sila (Ljubljana, 18. lipnja 1987.) slovenski je profesionalni hokejaš na ledu. Igra na poziciji vratara i trenutačno nastupa za slovensku Tiliju Olimpiju u Ligi EBEL i slovensku hokejašku reprezentaciju.

## Vanjske poveznice
- Profil na Eurohockey.net
- Profil na The Internet Hockey Database